# DSCH (мотив)

DSCH — це музичний мотив, яким композитор Дмитро Шостакович кодував власне ім’я. Це музична криптограма на манер B-A_C_H, що складається з нот D, E flat, C, H (в класичній нотації), що відповідає ініціалам композитора в німецькій транслітерації: D. Sch. ( D mitri Sch ostakowitsch).

## Використання

### У творчості Д. Шостаковича
Мотив зустрічається у таких творах:
- Симфонія No 8 до-мінор, тв. 65
- Концерт для скрипки No1 ля-мінор, тв. 77
- Фуга No 15 ре-бемоль мажор, тв. 87 (лише один раз, в стрето)
- Струнний квартет No 5 сі-бемоль мажор, тв. 92
- Симфонія No 10 мі мінор, тв. 93
- Струнний квартет No 6 соль мажор, тв. 101 (Грає відразу чотирма інструментами в кінці кожної частини)
- Концерт для віолончелі No 1 мі-бемоль мажор, тв. 107
- Струнний квартет No 8 до-мінор, тв. 110 (з’являється в кожному окремому русі)
- Симфонія No 15 ля мажор, тв. 141.

### Іншими
До того, як Шостакович використав мотив, його використав Моцарт в тактах 16 та 18 свого струнного квартету №. 19 до мажор, К. 465 у першій партії скрипки. 
Мотив використовується у кількох творах, що були присвячені Шостаковичу, зокрема, Прелюдії Шнітке на згадку про Дмитра Шостаковича та 9-й струнному квартеті Цинцадзе, і творах Едісона Денисова: 1969 DSCH для кларнета, тромбону, віолончелі та фортепіано та соната для саксофона 1970 року.
Сучасний італійський композитор Лоренцо Ферреро використавDEsCH у композиції для гобоя, фагота, фортепіано та оркестру, написаній у 2006 році на честь 100-річчя від дня народження Шостаковича, та в Op.111 - Bagatella su Beethoven (2009), що поєднує в собі теми з фортепіанної сонати No 32 до-мінор, соч. 111 Людвіга ван Бетховена з музичною монограмою Шостаковича.
Монограма є основою назви журналу DSCH Journal [Архівовано 13 лютого 2021 у Wayback Machine.], в якому публікуються дослідження творчості Шостаковича та Видавництво DSCH [Архівовано 4 червня 2020 у Wayback Machine.], яке видало 150-томні « Нові зібрані твори» Дмитра Шостаковича у 2005 році, 25% з яких містили раніше не опубліковані твори.

## Зовнішні посилання
- " DSCH - Девіз Шостаковича [Архівовано 6 травня 2021 у Wayback Machine.] ", журнал DSCH
  - " Приклади [Архівовано 26 січня 2021 у Wayback Machine.] цитування DSCH ", журнал DSCH